# Liste des communes françaises de la Seine-Maritime ayant changé de nom au cours de la Révolution
Pour un article plus général, voir Liste des communes françaises ayant changé de nom au cours de la Révolution.
Cet article présente la liste des communes françaises de la Seine-Maritime ayant changé de nom au cours de la Révolution.

## Seine-Maritime
Les noms des communes qui ont conservé leur nom révolutionnaire sont surlignés en bleu ciel.
| Commune                                                          | Nom révolutionnaire                    | Notice Ehess-Cassini |
| ---------------------------------------------------------------- | -------------------------------------- | -------------------- |
| Angerville-Bailleul                                              | La Plantée                             | no 808               |
| Angerville-l'Orcher                                              | L'Égalité                              | no 811               |
| Anglesqueville-la-Bras-Long                                      | Anglesqueville-la-Réunie               | no 12632             |
| Anxtot (réunie à Parc-d'Anxtot)                                  | Liberticole                            | no 2078              |
| Auberville-la-Renault                                            | La Réunion                             | no 1639              |
| Authieux-sur-le-Port-Saint-Ouen (Les)                            | Authieux-sur-le-Port-des-Sans-Culottes | no 946               |
| Auzouville-l'Esneval                                             | Auzouville-la-Section                  | no 2108              |
| Auzouville-l'Esneval                                             | Auzouville-sur-Motteville              | no 2108              |
| Baons-le-Comte                                                   | Baons                                  | no 6288              |
| Baigneville (réunie à Bec-de-Mortagne)                           | Les Trois-Moulins                      | no 2394              |
| Beaucamp (réunie à Saint-Aubin-Routot)                           | Beau-Retranchement-sur-Mer             | no 3119              |
| Beuzeville-la-Grenier                                            | L'Ingénue                              | no 4106              |
| Blosseville-Bonsecours (devenue Bonsecours)                      | Blosseville-la-Montagne                | no 4557              |
| Bordeaux (devenue Bordeaux-Saint-Clair)                          | La Trinité                             | no 4922              |
| Bornambusc                                                       | L'Union                                | no 4948              |
| Bréauté                                                          | Le Bourg-Libre                         | no 5661              |
| Bretteville (réunie à Varneville-Bretteville)                    | La Nativité                            | no 5801              |
| Buglise (réunie à Cauville-sur-Mer)                              | L'Unité-Nationale                      | no 6222              |
| Criquetot-l'Esneval                                              | La Hauteur                             | no 11103             |
| Croixdalle                                                       | Décadine                               | no 11161             |
| Croixdalle                                                       | Décadinière                            | no 11161             |
| Gerville                                                         | Les Sans-Culottes-de-la-Manche         | no 15406             |
| Gournay (devenue Gournay-en-Bray)                                | Consolation                            | no 15833             |
| Grand-Couronne                                                   | La Réunion                             | no 15959             |
| Graville (devenue Graville-Sainte-Honorine puis réunie au Havre) | Grasville-Lheure                       | no 16104             |
| Havre (Le)                                                       | Le Havre-Marat                         | no 16833             |
| Loiselière (réunie à Les Trois-Pierres)                          | La Fraternité                          | no 25505             |
| Longroy                                                          | Gué-de-Voyse                           | no 19953             |
| Longroy                                                          | Val-Pelletier                          | no 19953             |
| Manneville-la-Goupil                                             | Le Zèle-de-la-Patrie                   | no 20915             |
| Mesnil-aux-Moines                                                | Mesnil-Follemprise                     | no 22287             |
| Mont-aux-Malades (réunie à Mont-Saint-Aignan)                    | Le Mont-Libre                          | no 23179             |
| Montivilliers                                                    | Brutus-Villiers                        | no 23596             |
| Motteville-Lesneval                                              | Motteville                             | no 24135             |
| Petit-Couronne                                                   | La Fraternité                          | no 26599             |
| Royville                                                         | Peupleville                            | no 29481             |
| Saint-Arnoult                                                    | Montagne-sur-Seine                     | no 30481             |
| Saint-Denis-d'Héricourt                                          | Héricourt-en-Caux                      | no 31159             |
| Saint-Léonard                                                    | Grainval-la-Montagne                   | no 32968             |
| Saint-Maclou-la-Brière                                           | L'Unité                                | no 33071             |
| Saint-Martin-de-Boscherville                                     | Boscherville                           | no 33290             |
| Saint-Martin-le-Gaillard                                         | Val-Gaillard                           | no 33443             |
| Saint-Maurice-d'Ételan                                           | Maurice-sur-Seine                      | no 33541             |
| Saint-Riquier-ès-Plains                                          | Es-Plains-sur-Mer                      | no 34447             |
| Saint-Romain-de-Colbosc                                          | Romain-de-Colbosc                      | no 34472             |
| Saint-Valery-en-Caux                                             | Port-le-Pelletier                      | no 34894             |
| Saint-Saëns                                                      | Saëns-la-Forêt                         | no 34505             |
| Saint-Vigor-d'Ymonville                                          | Beauvais-sur-Seine                     | no 34949             |
| Sainte-Adresse                                                   | Cap-d'Antifer                          | no 30222             |
| Sainte-Adresse                                                   | Cap-de-la-Hève                         | no 30222             |
| Sainte-Marguerite (devenue Sainte-Marguerite-sur-Mer)            | Phare-de-l'Ailly                       | no 33173             |
| Sainte-Marie-au-Bosc                                             | Unité                                  | no 31488             |
| Trinité-du-Mont (La)                                             | Le Mont                                | no 38244             |
| Val-du-Roy (réunie à Villy-le-Bas devenue Villy-sur-Yères)       | Le Val-Marat                           | no 38598             |
| Villers-Chambellan (réunie à Villers-Écalles)                    | Villers-sous-Barentin                  | no 40458             |
| Yvetot                                                           | Yvetot-la-Montagne                     | no 41419             |